# Eynan-Mallaha

Localisation des sites du Natoufien et associés.

Le site archéologique d'Eynan-Mallaha est situé en Haute Galilée, au nord de l'État d’Israël actuel. Depuis 70 ans, on y explore les ruines d’un hameau bâti par des chasseurs-cueilleurs à la fin du Paléolithique entre 12800 et 9800 avant notre ère.
Il s’agit d’un site préhistorique mondialement connu car il vient documenter une étape très importante de l’histoire des sociétés humaines : le début de la sédentarité au long cours. Ici exactement a été érigé un des tout premier hameaux au monde construit par une communauté de chasseurs-cueilleurs qui ont abandonné leur nomadisme ancestral. Les archéologues les appellent les « Natoufiens ».

## Importance de la période

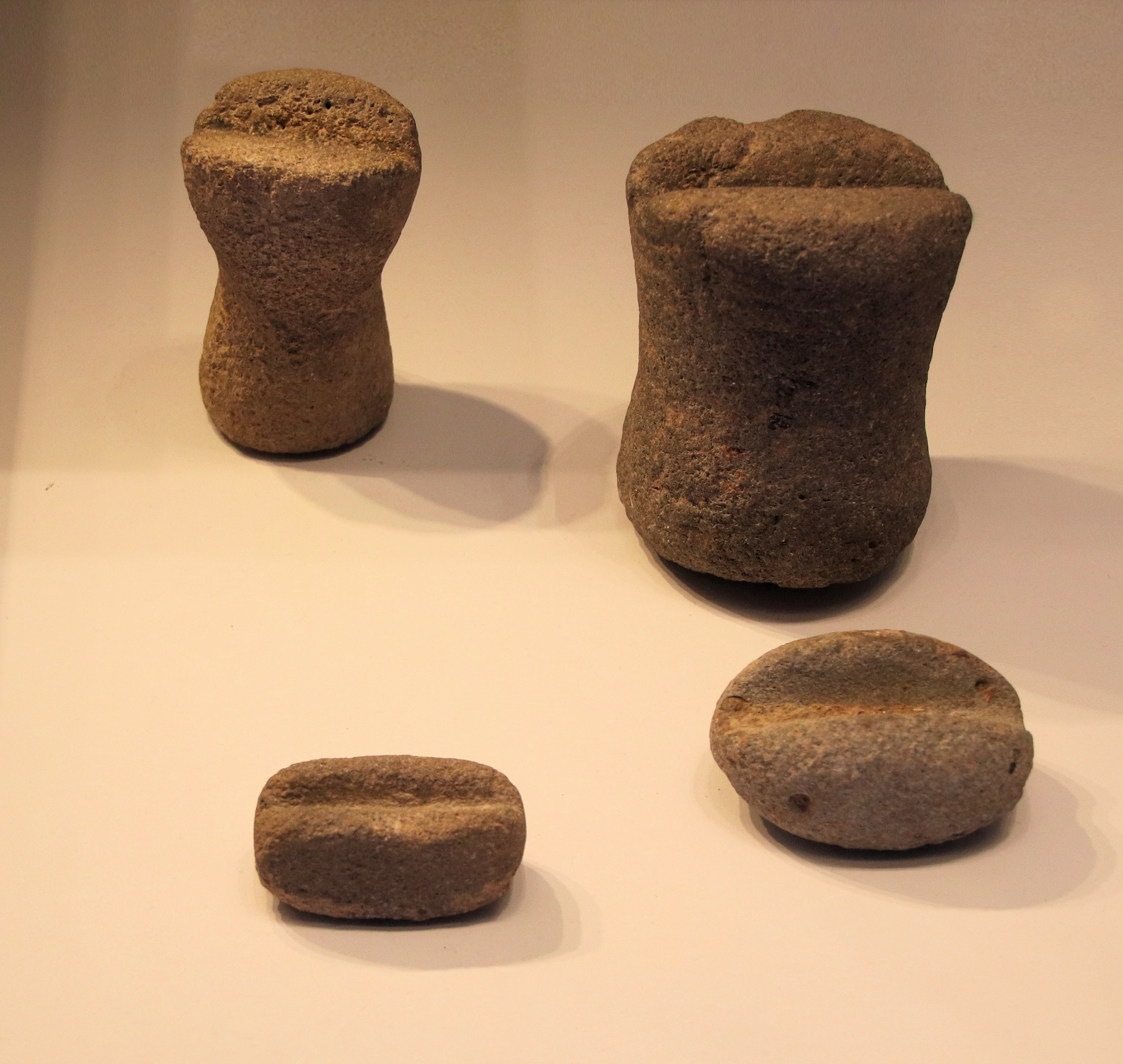
Pierres à aiguiser en basalte datant de la période natoufienne.

Eynan-Mallaha témoigne, à travers son occupation natoufienne entre 12 800 et 9 700 av. J-C, de la mise en place d’un mode de vie sédentaire durable préalablement à l’adoption d’une économie agricole et pastorale.
La sédentarisation implique une réorganisation du système économique de ces chasseurs-cueilleurs, dans un contexte environnemental suffisamment riche et diversifié pour être exploité par des allers-retours depuis un habitat permanent.
En se stabilisant au même endroit, ces chasseurs cueilleurs vont initier une nouvelle façon d’habiter sur notre planète. Ils construisent des maisons durables et enterrent leurs morts près d’eux. Ils exploitent les ressources animales et végétales proches du village. De générations en siècles, la sédentarisation va bouleverser le rapport des humains à l’espace, au temps, à la Nature. Progressivement les plantes et les animaux vont être domestiqués et ces sociétés natoufiennes vont se transformer en sociétés agro-pastorales. Cette transformation qui se joue sur plusieurs millénaires est appelée la Néolithisation. L’alimentation, les activités, les outils, la dimension des groupes humains mais, aussi et surtout, les croyances et les sphères symboliques vont se modifier profondément. Nous sommes tous aujourd’hui les héritiers de ces premières sociétés agraires. Il existe plusieurs foyers de Néolithisation à travers le monde. Celui du Proche Orient est le plus ancien et il s’est diffusé en Europe au courant du VIIe millénaire av. J.-C..

## Découverte et exploration du site
Le 2 novembre 1955, l’archéologue français Jean Perrot démarre la fouille d’une construction découverte fortuitement par les aménagements de l’usine voisine. C’est une structure circulaire dont l’épais mur enduit de chaux abrite plusieurs sépultures remarquables, surmontées d’un dallage et d’un grand foyer. Cette découverte exceptionnelle protègera le site de la destruction et permettra le développement d’un chantier école. Au fil des campagnes de fouille c’est tout un hameau natoufien qui est mis au jour ainsi qu’une impressionnante superposition de vestiges sur près de 3 mètres d’épaisseur faisant d’Eynan-Mallaha un site de référence parmi les plus prestigieux. Suite à ces découvertes, Jean Perrot, défend la sédentarité de ces chasseurs-cueilleurs préalablement à la domestication des plantes et des animaux, bouleversant ainsi la chronologie du processus de néolithisation tel qu’il était envisagé auparavant.
Plusieurs équipes se sont succédé sur le site, sous la direction de J. Perrot (1955-1961), avec la collaboration de M. Lechevallier et F. Valla (1971 - 1976 et 1979), puis celle de  François Valla et Hamoudi Khalaily (1996 - 2005) qui ont permis de définir les grandes phases de son occupation (Natoufien ancien, récent et final). Depuis 2022, le site est fouillé par Fanny Bocquentin et Lior Weissbrod.
Les archives scientifiques des fouilles archéologiques d'Eynan-Mallaha sont déposées au Pôle archives de la Maison des Sciences de l’homme Mondes.

## Le hameau
Les maisons natoufiennes d'Eynan-Mallaha sont rondes ou semi-circulaires, parfois ovalaires. Elles sont toutes semi-enterrées c’est-à-dire aménagées dans une fosse contre laquelle est monté le mur en pierre (dans un cas resté encore unique le mur est fait de chaux). Les toitures pouvaient être faite de bois ou de roseaux. À Eynan-Mallaha les plus grandes maisons sont les plus anciennes ; elles étaient régulièrement restaurées, parfois reconstruites les unes sur les autres. Leur fonction n'est pas toujours claire et elles n'étaient probablement pas toutes destinées à être des espaces résidentiels. Elles disposaient souvent d'un foyer central (un foyer au milieu de la maison).
À l’intérieur des maisons, on trouve les restes de vie quotidienne organisés autour de plusieurs foyers : les restes d’atelier de fabrication des outils et ustensiles (couteaux, haches, faucilles, meules, pilon, spatules, aiguilles, cuillères, sifflets), les vestiges de repas (notamment des restes d’animaux qui se conservent mieux que les végétaux).

## Son environnement
Eynan-Mallaha tire son nom d'une source voisine, appelée « Eynan » en hébreu et « Aïn Mallaha » en arabe, les deux noms ayant été utilisés alternativement au fil des années pour désigner le site préhistorique. La source a continué d’être une source de vie pour les communautés locales depuis l’Antiquité, jusqu’à l’histoire récente et encore aujourd’hui.
Eynan-Mallaha est situé dans le bassin du Houleh, qui constitue la partie nord de la vallée du Jourdain. Le Houleh, à une altitude moyenne de 70 mètres au-dessus du niveau de la mer, se caractérise par un bassin peu profond, étroit et allongé d’environ 175 km², situé entre les pentes escarpées des hauteurs basaltiques du Golan à l’est et les montagnes calcaires de Naftali en Haute Galilée à l’ouest. Cette dépression s’ouvre au nord vers la vallée de la Bekaa et au sud vers le lac de Tibériade, formant ainsi un corridor naturel propice aux échanges et aux migrations. La partie sud du bassin était jusqu’à récemment occupée par un lac peu profond (profondeur maximale de 3 mètres), qui s’étendait en une large bande de marécages vers la partie centrale du bassin, couvrant de manière variable entre 21 et 60 km² selon les saisons et les fluctuations pluriannuelles des précipitations. Eynan-Mallaha était situé près des rives de l’ancien lac d’eau douce et était probablement entouré d’une végétation riveraine luxuriante, de prairies et de forêts sur les pentes des collines. Le couvert forestier, dominé par différentes espèces de Quercus (chênes) et de Pistacia (pistachiers), semble avoir été plus développé qu’aujourd’hui durant le Natoufien ancien, avant de s’amenuiser progressivement au cours de la période natoufienne,,. Les restes fauniques découverts sur le site témoignent d’une exploitation très diversifiée des ressources,,, ce qui a permis des conditions optimales pour soutenir un établissement sédentaire à long terme sur plusieurs siècles.

## La stratigraphie et les datations
À ce jour, Eynan-Mallaha est l’un des plus grands sites natoufiens de plein air et le seul à avoir été occupé durant toutes les phases – ancienne, récente et finale – de la séquence natoufienne, avant d’être abandonné au début du Néolithique. Avec sa stratigraphie de 3 mètres d’épaisseur, considérée comme représentant une trajectoire in situ de l'évolution culturelle d’un groupe de chasseurs-cueilleurs, Eynan-Mallaha constitue un laboratoire idéal pour étudier les mécanismes par lesquels l’adoption d’un mode de vie sédentaire a conduit à l’émergence de sociétés agraires dans le contexte du Proche-Orient.
Le nombre de datations C14 est encore insuffisant pour comprendre la dynamique de l'occupation du site. La datation la plus ancienne connue est de 12750 av. J.-C. mais elle ne date pas la phase la plus ancienne d'occupation du site. En revanche, on sait que le site est abandonné à la toute fin du Natoufien vers 9800 av. J.-C.

## Les morts associés aux vivants
Les défunts sont partout, ils participent activement à la construction du hameau et imposent parfois sa restructuration au fil des décès. Le plus célèbre d’entre eux (une femme âgée) était accompagné d’un jeune chiot, ce qui est tenu pour être une des plus anciennes traces de la domestication de cet animal.
Mallaha a livré 126 squelettes. Cette collection exceptionnelle constitue la population préhistorique, au sens archéologique du terme (individus constitutifs d’un groupe d’étude cohérent d’un point de vue chronologique, biologique et culturel), la plus ancienne et la plus complète au monde. Au Natoufien ancien et final, les sépultures sont trouvées en étroite association avec les maisons ; au Natoufien récent elles sont situées à une petite distance des structures dans une zone qui leur est dédiée.

## Économie et équipements
Les habitants d'Eynan-Mallaha vivaient de la chasse (gazelle, cervidés, sanglier, bouquetin, etc.), de la pêche et de la cueillette (amandes, noix, céréales sauvages), les ressources locales semblant suffire à leur subsistance pour un établissement permanent. Ils disposaient d'un matériel microlithique caractéristique de la période, et de divers autres objets et du matériel plus lourd servant pour le broyage (meules, pilons, mortiers). On constate par les 148 espèces qui ont été identifiés que leur alimentation était extrêmement diversifiée (oiseaux, poissons, reptiles, mammifères dominés par la gazelle, le sanglier et le daim).

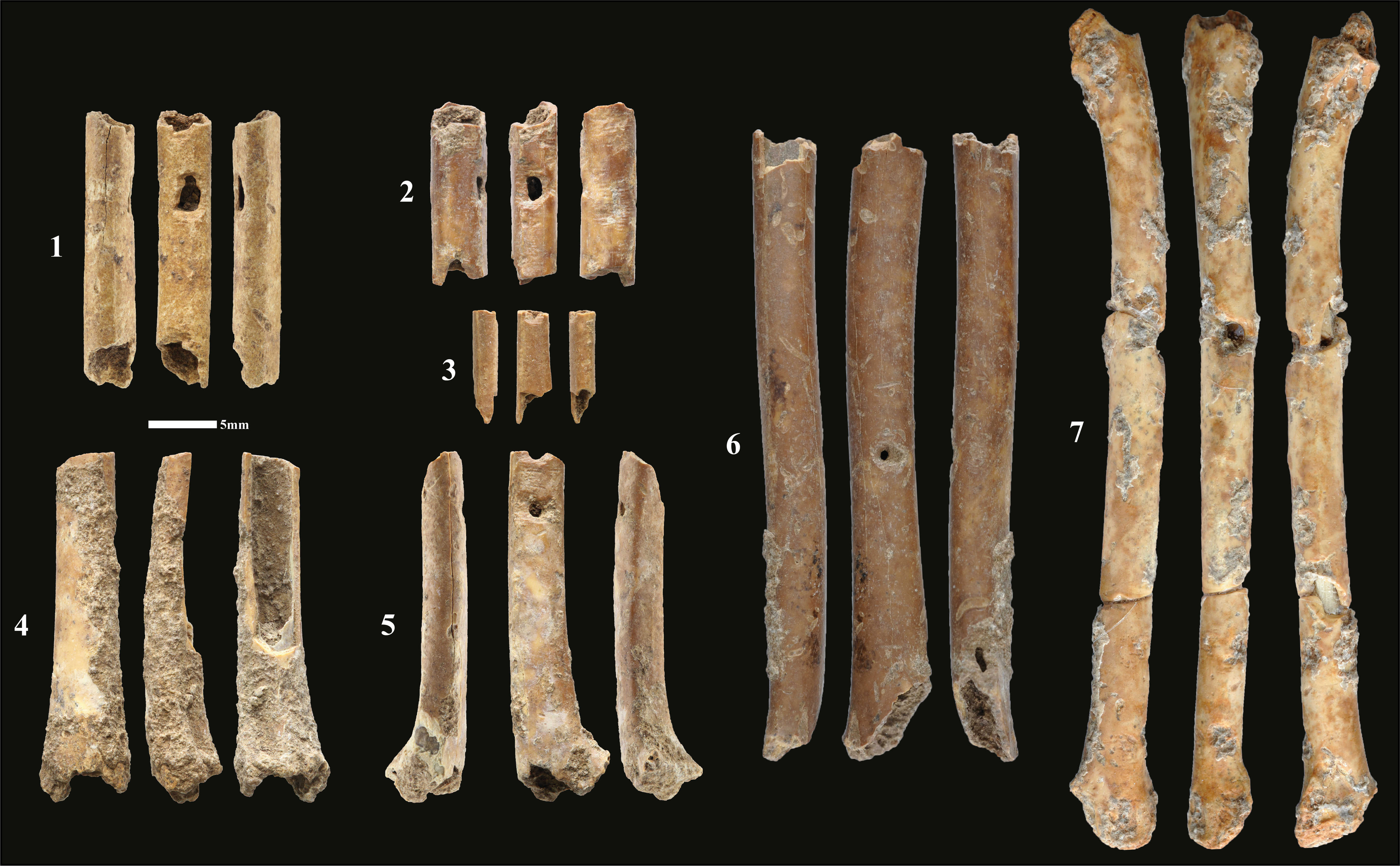
Les 7 flûtes en os du Natoufien Final de Eynan-Mallaha

C'est à Eynan-Mallaha qu'ont été découverts les premiers instruments sonores connus dans toute la Préhistoire du Proche Orient. Les instruments découverts sur les sols des maisons et dans leurs environs prennent la forme de sept flûtes en os de poules d’eau perforés. Pour les rapporter à des instruments que l’on connaît aujourd’hui, on pourrait qualifier les flûtes natoufiennes comme des flûtes à encoche (type quena des Andes). Les analyses expérimentales et acoustiques ont permis de mettre en évidence que ces instruments préhistoriques avaient été fabriqués il y a 12000 ans pour imiter le chant de rapaces (l’Épervier d'Europe et le Faucon crécerelle) et dont les objectifs pourraient être à la croisée de la communication, de l'attraction des proies et de la musique. Il existait sans doute une relation particulière entre les habitants de Eynan-Mallaha et ces rapaces étant donné que ces derniers étaient chassés spécifiquement pour utiliser leurs serres dans la parure.